# Merrin Dungey
Merrin Dungey (Sacramento, 6 agosto 1971) è un'attrice statunitense conosciuta principalmente per i suoi ruoli nelle serie televisive The King of Queens, Alias e Summerland.

## Biografia
Merrin Dungey nasce a Sacramento in California, figlia di Don Dungey, un general manager. Fin da bambina studiò balletto e pianoforte ed è stata anche una acclamata pattinatrice su ghiaccio. Nel 1989 si è diplomata alla Rio Americano High School di Sacramento, e ha preso un Bachelor of Arts all'Università della California - Los Angeles. È inoltre stata la più giovane vincitrice dell'UCLA Acting Award.

### Carriera
La carriera di Merrin Dungey inizia nel 1995, anno in cui recita in un episodio della serie televisiva Martin. Ha recitato in piccoli ruoli nei film di Hollywood Deep Impact e EdTV e anche in serie televisive come Babylon 5 e E.R. - Medici in prima linea prima di ottenere uno dei ruoli per cui è maggiormente conosciuta, ossia quello di Kelly Palmer della serie televisiva della CBS The King of Queens. Ha recitato in questo ruolo dal 1999 al 2007, apparendo in almeno un episodio di ogni stagione, tranne che durante la stagione del 2002.
La Dungey è famosa anche per aver interpretato il personaggio di Francie Calfo, l'amica di Sydney Bristow, nella popolare serie televisiva Alias. Ha interpretato questo ruolo tra il 2001 ed il 2003 ed è inoltre apparsa a sorpresa nell'ultimo episodio della serie dal titolo Tutto il tempo del mondo. Ha avuto anche un ruolo ricorrente nella sitcom della Fox Malcolm come Kitty Kernaban, la madre di Stevie. È da notare che ad un certo punto della sua carriera fosse quindi impegnata in tre diverse serie televisive contemporaneamente.
Tra il 2004 e il 2005 ha recitato nella serie televisiva della Warner Bros. Summerland nel ruolo di Susannah.
Nel 2007 è apparsa nei due episodi di Grey's Anatomy che corrispondono all'episodio pilota della serie spin-off Private Practice, nel ruolo della Dottoressa Naomi Bennett, ma sarà sostituita da Audra McDonald nella serie ufficiale.
Recentemente è apparsa come guest star nella sitcom della ABC Surviving Suburbia con Bob Saget, in Better Off Ted con Portia de Rossi e in Castle - Detective tra le righe con Nathan Fillion.
Nel 2012 interpreta il ruolo di Ellie Moss nella serie televisiva Hollywood Heights - Vita da popstar.

## Filmografia

### Cinema
- Deep Impact, regia di Mimi Leder (1998)
- EdTV, regia di Ron Howard (1999)
- The Sky Is Falling, regia di Florrie Laurence (2000)
- Odessa or Bust, regia di Brian Herskowitz – cortometraggio (2001)
- Scream at the Sound of the Beep, regia di Lori Fontanes (2002)
- L!fe Happens, regia di Kat Coiro (2011)
- Il fidanzato di mia sorella (Some Kind of Beautiful), regia di Tom Vaughan (2014)
- CHiPs, regia di Dax Shepard (2017)
- Greenland, regia di Ric Roman Waugh (2020)

### Televisione
- Martin – serie TV, episodio 3x23 (1995)
- Babylon 5 – serie TV, episodio 3x08 (1996)
- Living Single – serie TV, episodio 3x22 (1995)
- Party Girl – serie TV, 4 episodi (1996)
- Caroline in the City – serie TV, episodio 2x19 (1997)
- E.R. - Medici in prima linea (ER) – serie TV, episodio 4x04 (1997)
- Murphy Brown – serie TV, episodio 10x11 (1997)
- Seinfeld – serie TV, episodio 9x17 (1998)
- Tracey Takes On... – serie TV, episodio 4x02 (1999)
- Bayside School - La nuova classe (Saved by the Bell: The New Class) – serie TV, episodio 7x02 (1999)
- West Wing - Tutti gli uomini del Presidente (The West Wing) – serie TV, episodio 1x02 (1999)
- G vs E – serie TV, episodio 1x11 (1999)
- The King of Queens – serie TV, 40 episodi (1999-2007)
- Jesse – serie TV, episodio 2x11 (2000)
- City of Angels – serie TV, episodio 1x10 (2000)
- Friends – serie TV, episodio 6x22 (2000)
- Grosse Pointe – serie TV, 4 episodi (2000-2001)
- Malcolm – serie TV, 4 episodi (2000-2004)
- Curb Your Enthusiasm – serie TV, episodio 2x07 (2001)
- Alias – serie TV, 26 episodi (2001-2006)
- Summerland – serie TV, 26 episodi (2004-2005)
- Beyond – film TV (2006)
- Boston Legal – serie TV, episodio 3x11 (2007)
- Grey's Anatomy – serie TV, episodi 3x22-3x23 (2007)
- Masterwork – film TV (2009)
- Surviving Suburbia – serie TV, episodio 1x09 (2009)
- Better Off Ted - Scientificamente pazzi (Better Off Ted) – serie TV, 4 episodi (2009-2010)
- Castle – serie TV, episodio 2x21 (2010)
- The Closer – serie TV, episodio 6x05 (2010)
- Hung - Ragazzo squillo (Hung) – serie TV, episodi 2x06-2x07 (2010)
- Outlaw – serie TV, episodio 1x04 (2010)
- Revenge – serie TV, episodi 1x11-1x12-1x13 (2012)
- Hollywood Heights - Vita da popstar (Hollywood Heights) – serie TV, 17 episodi (2012)
- 90210 – serie TV, episodio 5x14 (2013)
- Ricomincio... dai miei (How to Live with Your Parents (For the Rest of Your Life)) – serie TV, episodi 1x10-1x13 (2013)
- Tradimenti (Betrayal) – serie TV, 5 episodi (2013)
- Episodes – serie TV, episodio 3x04 (2014)
- Tre mogli per un papà (Trophy Wife) – serie TV, episodio 1x16 (2014)
- Shameless – serie TV, episodio 4x12 (2014)
- Rizzoli & Isles – serie TV, episodio 5x09 (2014)
- CSI - Scena del crimine (CSI: Crime Scene Investigation) – serie TV, episodio 15x07 (2014)
- Backstrom – serie TV, episodio 1x07 (2015)
- C'era una volta (Once Upon a Time)– serie TV, 6 episodi (2014-2015)
- Chasing Life – serie TV, 15 episodi (2014-2015)
- Brooklyn Nine-Nine – serie TV, 5 episodi (2014-2015)
- Conviction – serie TV, 13 episodi (2016-2017)
- You're the Worst – serie TV, episodi 4x04-4x05 (2017)
- Big Little Lies - Piccole grandi bugie (Big Little Lies) – serie TV, 6 episodi (2017-2019)
- The Resident – serie TV, 13 episodi (2018)
- Grace and Frankie – serie TV, episodio 5x10 (2019)
- American Horror Stories – serie TV, episodi 1x01-1x02-1x07 (2021)

## Doppiatrici italiane
Nelle versioni in italiano delle opere in cui ha recitato, Merrin Dungey è stata doppiata da:
- Alessandra Cassioli ne Il fidanzato di mia sorella, Conviction, Avvocato di difesa
- Irene Di Valmo in Summerland, The Closer, CSI - Scena del crimine
- Patrizia Burul in Alias, American Horror Stories
- Laura Romano in Castle, Lucifer
- Laura Lenghi in C'era una volta, Big Little Lies - Piccole grandi bugie
- Stefanella Marrama in Malcolm (ep. 1x06)
- Tenerezza Fattore in Malcolm (ep. 2x04, 2x23)
- Rossella Acerbo in Malcolm (ep. 3x01, 6x05)
- Laura Latini in Boston Legal
- Cristiana Lionello in Revenge
- Paola Majano in Hollywood Heights - Vita da popstar
- Loretta Di Pisa in Brooklyn Nine-Nine
- Barbara Castracane in The Resident